# 奥平忠政

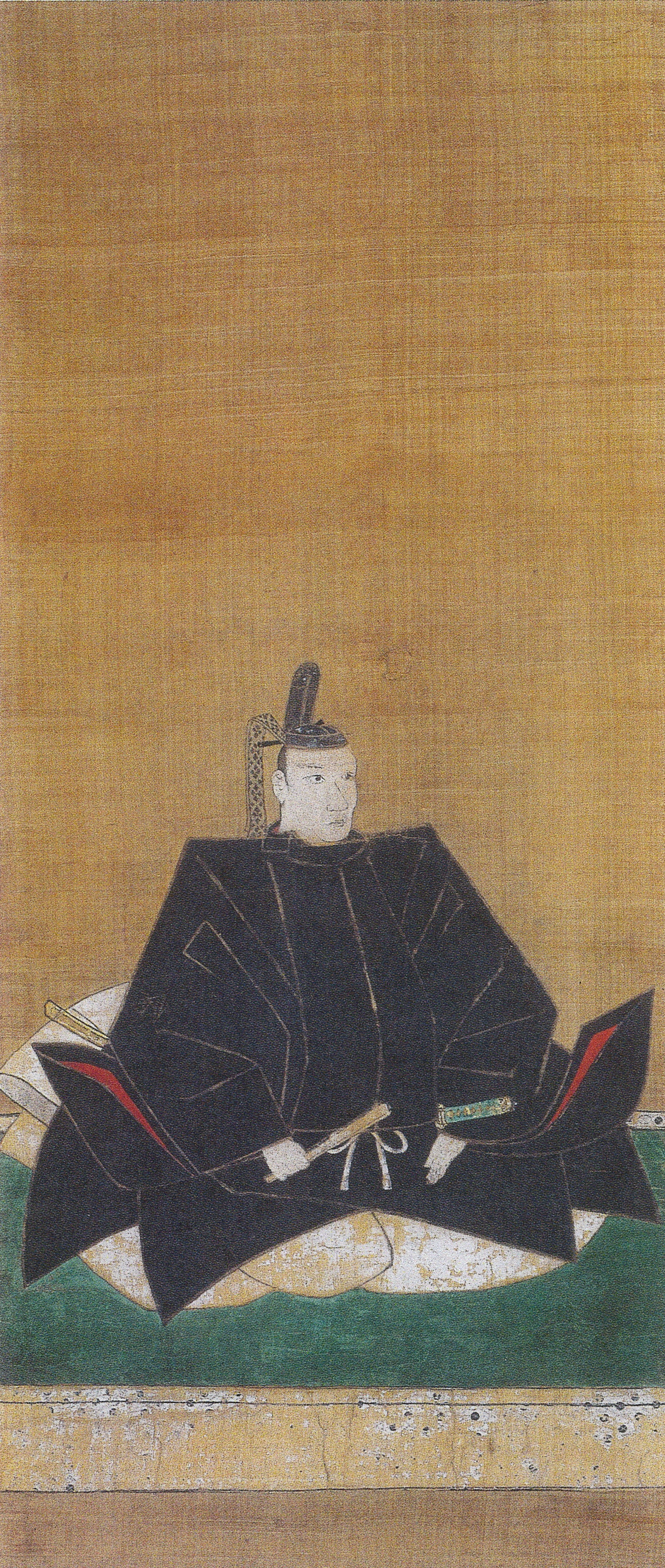
奥平忠政像(光国寺蔵)

奥平 忠政（おくだいら ただまさ、天正8年（1580年） - 慶長19年10月2日（1614年11月3日））は、江戸時代初期の武将、大名。上野吉井藩第2代藩主、後に美濃加納藩第2代藩主。加納藩初代藩主・奥平信昌の三男。母は徳川家康の長女・亀姫。奥平家昌、松平家治の弟、松平忠明の兄。正室は里見義頼の娘陽春院殿。子に奥平忠隆（長男）。幼名は千松丸。官位は従五位下・侍従、飛騨守、摂津守。外祖父家康の養子となって松平姓を許されたため、松平忠政とも呼ばれている。
三河生まれで慶長2年（1597年）、菅沼定利の養子となり、菅沼忠政を名乗った。しかし定利が死去すると養子縁組を解消され、慶長7年（1602年）の父の隠居により、跡を継いで美濃加納藩主となった。しかし生来からの病弱であったため、父が実権を握って藩政を担った。
大坂冬の陣への出陣が命じられる直前の慶長19年（1614年）10月1日、俄に腹痛を訴え、翌日2日午の刻（午前12時頃）父に先立って死去した。享年35。跡を幼少の忠隆が継いだ。法号は雄山宝永光国院。高野山奥の院に忠政の供養塔が存在する。加納藩は美濃国の諸大名を率いる予定だったが、忠政の死と父信昌の消沈により弟の亀山藩忠明が、加納藩の兵や美濃国の諸大名を率いて冬の陣へ参陣した。